# Studtita
La studtita és un mineral de la classe dels òxids. Rep el nom en honor del geòleg anglès Franz Edward Studt (Londres, Anglaterra, 30 de novembre de 1873 - Holborn, Anglaterra, 3 de juliol de 1953), qui va preparar un important mapa geològic de Katanga publicat l'any 1913.

## Característiques
La studtita és un hidròxid de fórmula química [(UO₂)(O₂)(H₂O)₂]·H₂O. Cristal·litza en el sistema monoclínic. Es pot deshidratar a metastudtita.
Segons la classificació de Nickel-Strunz, la studtita pertany a «04.GA: Uranil hidròxids sense cations addicionals» juntament amb els següents minerals: metaschoepita, paraschoepita, schoepita, paulscherrerita, ianthinita i metastudtita.

## Formació i jaciments
Va ser descoberta a la mina Shinkolobwe, situada a la localitat gomònima del districte de Kambove, a la província d'Alt Katanga (República Democràtica del Congo). També ha estat descrita en altres indrets de la República Democràtica del Congo, així com en diferents localitats repartides per Àustria, França, Alemanya, Itàlia, la República Txeca, Suïssa, Noruega, Ucraïna, la República Popular de la Xina i el Brasil.